# Federico Pesadori
Federico Pesadori (Vergonzana, 3 febbraio 1849 – Bolzano, 8 aprile 1923) è stato un poeta italiano.

## Biografia
Nacque a Vergonzana il 3 febbraio 1849 da una famiglia borghese. Suo padre, Ranunzio Pesadori, fu tenore alla corte di Sassonia. Raggiunta l'età scolare, frequentò un istituto semiprivato in Crema, i cui metodi educativi vennero immortalati in una lunga poesia dedicata al maestro Antonio Pavesi, intitolata Tèra da bucài (letteralmente "Terra o creta per boccali", allusione al detto popolare "diventare terra di camposanto"). Sin da piccolo si dimostrò un abile artista, sia nella musica, suonando il pianoforte, sia nel disegno, sviluppando una certa predilezione per le caricature.
Successivamente proseguì gli studi classici al Ginnasio di Crema, poi al Liceo di Lodi e all’Università di Padova, dove nel 1872 si laureò in diritto, intraprendendo poi la professione di notaio, da lui peraltro mai amata.
Dieci anni più tardi (1882) sposò Amina Lantieri, di Tirano, figlia del notaio dove fece praticantato. La coppia ebbe quattro figli, due dei quali morirono di tifo in tenera età. Proprio al piccolo Bruno è dedicata la struggente poesia L'ucarina (L’ocarina), l'ultimo regalo che fece al figlio prima che si ammalasse. Delle due figlie che raggiunsero l'età adulta, Rachele e Antonina, la prima andò in sposa ad un avvocato, la seconda al dottor Colonnello Ercole Monti di Perugia, stabilendosi poi in Alto Adige.
La sua vita si svolse tra Crema e la località Castello di Ricengo, dove possedeva dei poderi e una cascina. Amante della vita ritirata e della campagna, si astenne dalla vita politica, pur non rinunciando a commentarne alcune vicende nelle sue poesie (si vedano Prima delle elezioni e Per i contrari al blocco dopo le elezioni)
Il destino volle che, nonostante il profondo legame con la sua città, si spegnesse lontano da Crema, a Bolzano, dove si era recato per trascorrere le feste pasquali presso la figlia e la nipotina Bruna, l'8 aprile del 1923.
La salma fu inumata nel famedio del cimitero di Crema, dove riposa tutt'oggi.

## Opera
L'opera poetica di Pesadori, interamente composta in dialetto cremasco, fu pubblicata a cura dell’autore stesso nel 1897, col titolo L’eco della patria lontana.
Dopo la sua morte, venne ripubblicata negli anni 1930 e 1954 e ristampata integralmente nel 1974, per iniziativa della Banca Popolare di Crema, a cura del Centro Culturale Sant'Agostino e del Comitato Manifestazioni Cremasche. Singoli componimenti o gruppi di componimenti furono poi riprodotti in raccolte antologiche dedicate alla poesia cremasca, senza sostanziali varianti testuali.
L’edizione di riferimento è ad oggi quella apparsa nel 2000 per i tipi dell’editrice Leva (citata in bibliografia). Lo studio complessivo più completo della sua produzione, a confronto con altri poeti dialettali e non, si deve al prof. Vittorio Dornetti (citato in bibliografia).

## Poesie
- A Crèma (quartine e sestine di endecasillabi, formate da distici a rima baciata)

Omaggio alla città natale, di cui si rievoca in primo luogo il paesaggio ancora agreste: le acque del fiume Serio, le stradicciole di campagna, i canti degli uccelli. Poi è la volta dei ricordi familiari, con la casa paterna e le figure dei genitori, severo e dignitoso il padre, pia e devota la madre. Non ci sono monti, ma quando il cielo è sereno si scorge distintamente il profilo delle Prealpi Bergamasche; non c’è il mare, ma il corso limpido e sinuoso del Serio disegna panorami stupendi, degni di essere ritratti. Poi i monumenti cittadini: il Duomo, col suono caratteristico delle sue campane, le mura, capaci di resistere all’assedio del Barbarossa, che tanto vessò la povera cittadinanza. I cremaschi resistettero con valore e dignità, come ben documentano le cronache dell’epoca. I gloriosi resti della dominazione veneziana portano direttamente all’epoca del Risorgimento, cui pure Crema diede il proprio contributo di combattenti e martiri. La speranza dell’autore è essere accolto prima o poi a riposare coi morti della sua città, tra quei paesaggi agresti e quelle acque limpide. E che nessuno osi sparlare di Crema!
- A la me Bruna (Alla mia Bruna - quartine di endecasillabi e versi brevi, la prima a rima alternata, le altre formate da distici a rima baciata)

È nata da poco l’adorata nipote Bruna, chiamata come il defunto figlio del poeta. Ha il visino tondo e il colorito florido, e sembra già riconoscere il nonno, che l’adora. Vorrebbe coprirla di baci, ma esita per timore di farle male, con la sua barba ispida. Tra poco la figlia Antonina e il marito la riporteranno lontano, a casa loro, e allora i nonni invocano almeno un suo ricordo, una cuffietta che ne conservi il buon profumo e che possano baciare a piacimento.
- Ai casòt d' ingürie (Ai chioschi di angurie - sonetto)

Un venditore di angurie magnifica i suoi prodotti. Cocomeri genuini, compatti, rossi come il sangue da far paura a un toro, e naturalmente economici. I clienti apprezzano e tornano per fare il bis; il venditore se ne compiace. Infine rimprovera bonariamente alcuni avventori voraci, che non riescono ad evitare di mangiare perfino la scorza!
- All'illustre professore (distici di endecasillabi a rima baciata)

Omaggio a un grande professore, umanista e filologo, cultore di manoscritti e lingue classiche, che conserva anche in età avanzata una straordinaria memoria e vivacità intellettuale. A questa profonda cultura unisce modestia e doti umane che pochi sanno apprezzare, ma che lo rendono per l’autore una figura paterna, oltreché un insuperato maestro.
- Dòpo ' l pecát dal pom... (Dopo il peccato della mela… - 2 sestine di endecasillabi, formate da una quartina a rima incrociata e un distico a rima baciata)

Rivisitazione e attualizzazione ironica della cacciata dall’Eden. I nostri progenitori per punizione dovettero rassegnarsi al lavoro e alla fatica, ma oggi lavoro e fatica non sono divisi equamente: c’è chi deve guadagnarsi il pane e subire lo sfruttamento altrui e chi vive agiatamente senza versare una stilla di sudore, in barba al Padreterno.
- Fradèl Matèrna (Fratello Materna - distici di endecasillabi a rima baciata)

Risposta a un amico/rivale che lo ha accusato di aver utilizzato in un componimento il suo stesso pseudonimo. L’autore intende mettere a tacere per sempre ogni polemica personale e invita piuttosto l’avversario, che considera un amico fraterno, a una più innocua tenzone letteraria sulla stampa locale.
- Gh'ìem mangiát… (Avevamo mangiato… - distici di endecasillabi a rima baciata)

Dopo un lauto pranzo, accompagnato da generose libagioni, l’autore si era cimentato con enfasi a recitare i suoi versi, tra gli apprezzamenti della serva di casa. Esaltato dai commenti lusinghieri di questo pubblico competente e, in apparenza, attento, aveva proseguito, curando il tono di voce e la gestualità, salvo accorgersi poi che la serva stava russando rumorosamente.
- I'amis? (Gli amici? - distici di endecasillabi a rima alterna, con chiusa a rima baciata)

Amara riflessione, sotto forma di consigli a giovani lettori, sull’ingratitudine degli amici, pronti a ossequiare quando li si beneficia, ma incapaci di ricambiare quando se ne ha bisogno. Se si cade in disgrazia gli amici di un tempo si defilano, addirittura tolgono il saluto, forse per timore che gli si rinfaccino i favori resi. Viviamo proprio in un mondo privo di riconoscenza peggio di quello degli animali!
- L'òrbo Vailat (Vailati il cieco - sestine di endecasillabi, formate da una quartina a rima alterna e un distico a rima baciata)

Ricordo di un musicista cieco di grande fama e talento, suonatore di mandolino. Caduto in disgrazia dopo essere stato derubato del suo strumento, tornò al paese natale ma venne abbandonato da tutti, anche da quelli che avevano beneficiato della sua generosità. Misero e incattivito, fu ricoverato all’ospizio dei poveri, dove si è spento da poco. Fino all’ultimo si consolava ripetendo con le dita gli antichi gesti e rievocando nella mente le melodie di un tempo.
- L'ucarina (L’ocarina - sonetto)

Ricordo del figlioletto, morto da tempo, che si dilettava di pittura e musica. L’autore ne conserva ancora alcuni disegni di pregevole fattura e, soprattutto, un’ocarina, che lui stesso gli aveva donato. A volte si apparta con quell’ocarina e la suona commosso, rendendo così omaggio al figlio che non c’è più.
- Lü l'e' dutur... (Lei è il dottore… - sonetto)

L’autore si lamenta sconsolato della fortuna professionale e del prestigio di un collega (il “dottore” del titolo), che la gente tratta con ossequio e rispetto. Lui invece è scansato da tutti e fa la fame. Nota ironicamente che forse questa disparità di condizione e considerazione è dovuta alla straordinaria competenza giuridica del collega, che conosce il Corpus iuris a memoria.
- Per i contrari al blocco dopo le elezioni (endecasillabi a rima alterna e baciata)

L’esito delle elezioni ha confermato i timori della vigilia, e i liberali, rei di aver tradito i propri ideali, ne hanno pagato le conseguenze. D’altra parte i gusti degli uomini, quelli politici come quelli culinari, sono vari: evidentemente qualcuno si compiace di soffrire e farsi del male!
- Prima delle elezioni (sonetto)

I principali schieramenti politici, divisi anche al loro interno, sembrano intenti solo a preservare se stessi e non agiscono nell’interesse generale. Alcuni paventano il “pericolo bolscevico” e per fronteggiarlo cercano alleati improbabili, rischiando di essere ingannati e traditi.
- Suna a la Cesa (Suona alla Chiesa… - quartine di endecasillabi, formate da distici a rima baciata)

Una festa solenne con le campane che richiamano alla funzione liturgica è l’occasione per un ritrovo di tutta la comunità, giovani e anziani, cittadini e abitanti dei paesi limitrofi, tra profumi di incenso che si mescolano ad olezzi di campagna. Anche le facciate delle case sono state addobbate con fiori e paramenti, e in attesa che sfili la processione gli spazzini puliscono le vie lungo il percorso.